# (5632) Ingelehmann
(5632) Ingelehmann est un astéroïde de la ceinture principale.

## Description
(5632) Ingelehmann est un astéroïde de la ceinture principale. Il fut découvert le 15 avril 1993 à l'Observatoire Palomar par Carolyn S. Shoemaker et Eugene M. Shoemaker. Il présente une orbite caractérisée par un demi-grand axe de 2,75 UA, une excentricité de 0,08 et une inclinaison de 18,2° par rapport à l'écliptique.

## Compléments